# Jonathan Bourne, Jr.
Jonathan Bourne, Jr. (New Bedford, 1855. február 23. – Washington, 1940. szeptember 1.) az Amerikai Egyesült Államok szenátora (Oregon, 1907–1913).